# Hloubkaři

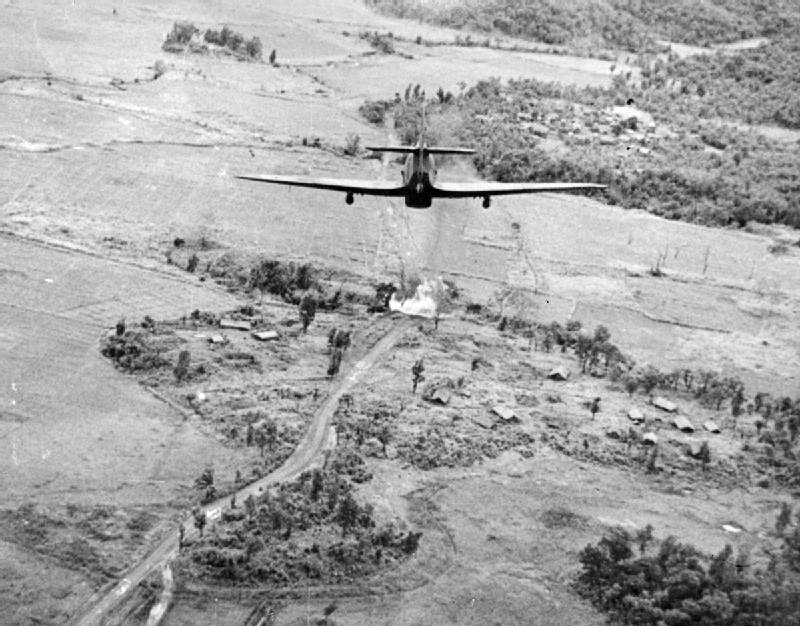
Britský Hawker Hurricane útočí na most v Barmě

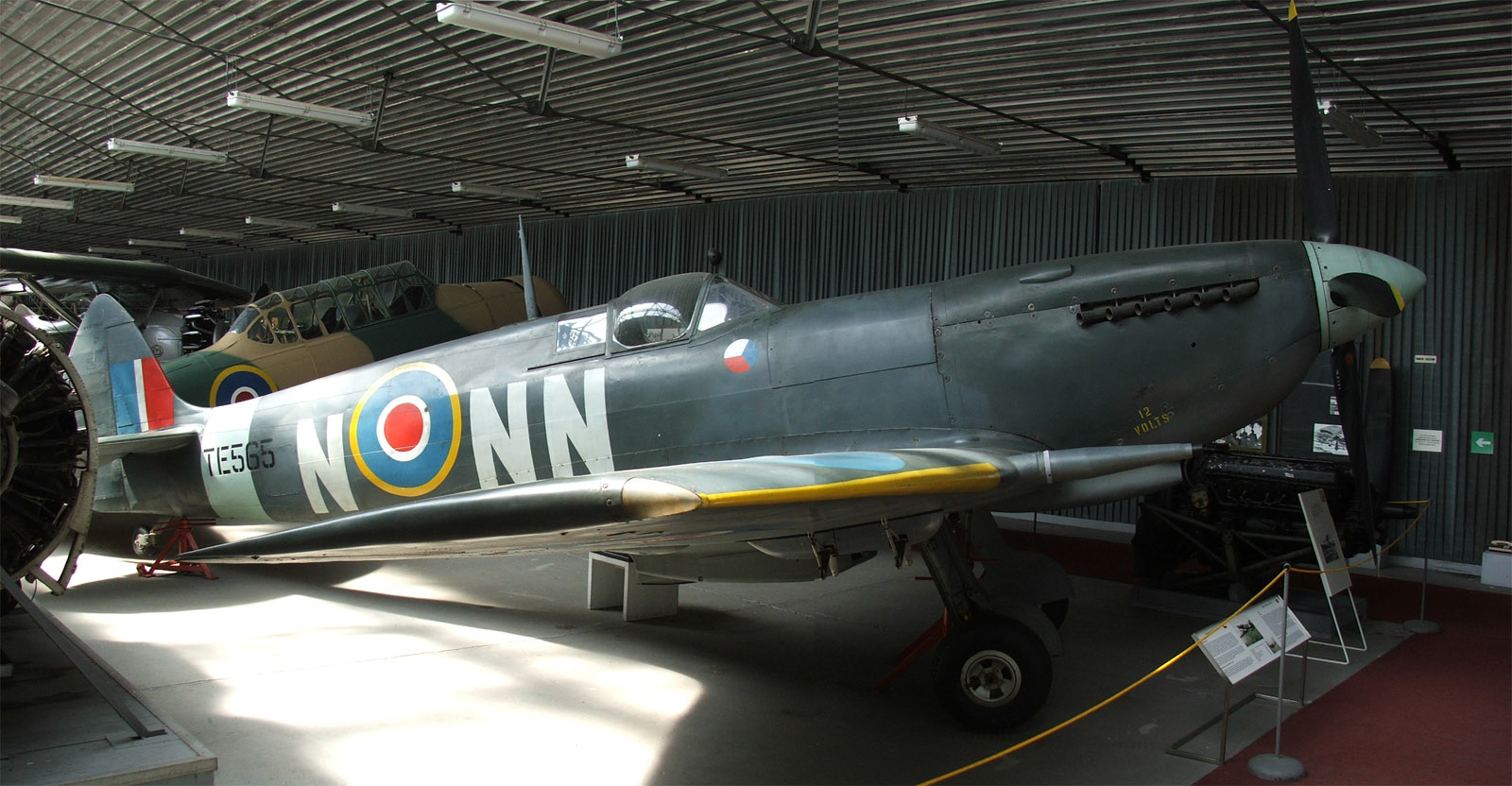
Supermarine Spitfire LF Mk.IXE - Muzeum Praha Kbely

Hloubkaři je označení pro stíhací piloty, jejichž úkolem za druhé světové války bylo operovat v nízkých letových hladinách a útočit především na malé pozemní cíle (automobily, lokomotivy, trafostanice apod.) a narušovat tak týl nepřítele, jeho infrastrukturu, zásobování či znesnadňovat mu komunikaci.

## Popis
Mezi nejslavnější akce těchto pilotů patřily útoky na vlaky. Při zásahu parního kotle parní lokomotivy (odtud též lidový název „kotláři“) docházelo k těžkému poškození a tím ke znehybnění lokomotivy a jejímu dlouhodobému vyřazení z provozu. Tím způsobovali nepříteli problémy v železniční dopravě. Protože exploze parního kotle či unikající horká pára mohla zabít osádku lokomotivy, stříleli mnohdy hloubkaři první dávku před vlak a dávali tak posádce čas na zastavení a únik do bezpečné vzdálenosti. Hloubkové nálety skýtaly mnohá nebezpečí i pro samotné letce – snadno přehlédnutelné telegrafní či telefonní vedení, stromy nebo terénní vyvýšeniny, za které mohl letoun při rychlém letu v minimální výšce zachytit, a v neposlední řadě také „flak“ – protiletadlové dělostřelectvo. Obzvláště vojenské transporty (zejména muniční vlaky) bývaly silně bráněny a do vlakových souprav se zařazovaly vagóny s rychlopalnými protiletadlovými kanóny.
Hloubkaři jsou v Česku ponejvíce spojováni s americkými letci na strojích P-51 Mustang, P-47 Thunderbolt a P-38 Lightning. Britská RAF používala k těmto účelům převážně letouny typu Hawker Typhoon (které svou robustností a nosností byly k podobné úloze více než vhodné), Hawker Tempest, de Havilland Mosquito nebo Supermarine Spitfire. U sovětského letectva hloubkové útoky prováděly ponejvíce letouny Iljušin Il-2 (Šturmovik).
Českoslovenští piloti se hloubkových letů příliš neúčastnili. Mimo dobu působení u 2nd TAF a zejména červen 1944 se za hloubkové lety dají považovat nepříliš oblíbené operace označované jako Rhubarb, při nichž plnili i úkoly taktického průzkumu. Snad jediným českým „hloubkařem“ byl Jiří Maňák, ten však nepůsobil v některé z československých perutí, ale létal jako velitel britské 198. perutě., byl tak jedním z mála cizinců (a tří Čechoslováků), kterým Britové svěřili velení své perutě. Dne 28. srpna 1943 byl při letu nad Holandskem poblíž Knokke sestřelen a donucen k nouzovému přistání na hladinu moře (stal se tak jedním z pouhých tří lidí na světě, kteří přežili nouzové přistání s Typhoonem na mořskou hladinu).